# Kovács Ágoston
Kovács Ágoston (Óbecse, 1826. február 12. – Pécs, 1867. február 22.) megyei szolgabíró, író, költő, megyei törvényszéki ülnök.

## Élete
Kovács Róbert adótiszt és Csillag Alojzia fia. 1848-ban végezte el a bölcseleti tanfolyamot a pesti egyetemen; majd ő is a haza védelmére kelt, de csakhamar mellén nehéz sebet kapott és visszavonult. 1849-ben Cseh Ede kormánybiztos Pécsett gyakornoknak alkalmazta; 1857-ben Pécs város tanácstitkára, 1858-ban ugyanott közigazgatási bíró lett és az erre vonatkozó vizsgát kitűnő eredménnyel tette le. Ezen időben ő volt Pécs város Don Juánja; a kellemes társalgót a férfiak úgy mint a nők kedvelték. A Bach-uralom bukásával Pécs az 1848-as alapokra állott vissza és Kovács hivatal nélkül maradt. Az 1861. évi tisztújítás után Scitovszky Márton főispán elnöki fogalmazónak kérte fel; ez állásából január 31-én esküdtnek választották Mohácsra, ahonnét május a központba jött szintén esküdtnek; december 9-én másod aljegyző. 1862. március 8-án központi szolgabíró lett; egyszersmind a másodalispán vezetése alatti törvénykezésnél mint szavazó és előadó bíró úrbéri ügyekben dolgozott; az ehhez szükséges képesítés megszerzésére 1862-ben folyamodott a helytartótanácshoz, hogy a magyar köz- és magánjogból a vizsgákat letehesse, ami meg is történt. Mellbaja már 1857-ben kínozta; évenként ellátogatott Gleichenbergbe. 
Költeményeket írt a Pesti Divatlapba, az Életképekbe, 1850-ben a Pesti Röpívekbe; cikkei a Pesti Divatlapban (1848. 17. sz. Az egyetemi ifjúság), a Magyar Irók Füzeteiben (1850. Egy ifjú életéből, naplótöredék).

## Munkái
- Egy pár szabad szó, Buda (1848. Költemény 8rét levélen.)
- Pályatársaimhoz. (Hely nélkül, 1848. Költemény, egy 8rét levélen.)
- Honvédek naplójegyzetei. Pest, 1851. (Ezt Korányi Viktor sajátjaként adta ki; ezen kiadás rendőrileg csaknem egészen lefoglaltatott. 2. kiadása: Pest, 1861. A szerzői jog miatt K. polémiát folytatott Korányival. L. Magyar Sajtó 1861. 89. sz. és Hölgyfutár 1861. 48. sz.)
- Gleichenberg egy magyar embernek. Uti jegyzetek. Kiadta Koller Lipót. Pécs, 1864. Online